# Літо в пошуках «Корвета»
Літо в пошуках «Корвета» (англ. Corvette Summer) — американський пригодницький фільм 1978 року.

## Сюжет
Хлопець любить проєктувати і будувати екзотичні автомобілі. Він зібрав із мотлоху знайденого на звалищі, шикарний автомобіль своєї мрії «Корвет». Незабаром його викрадають і хлопець вирушає на захопливі пошуки свого авто. Його чекає купа пригод і нове кохання.

## У ролях
| Актор              | Роль                   |
| ------------------ | ---------------------- |
| Марк Гемілл        | Кеннет Дентлі молодший |
| Енні Поттс         | Ванесса                |
| Юджин Роч          | Ед МакГрат             |
| Вільям Брайант     | викладач поліції       |
| Річард Маккензі    | директор Бекон         |
| Кім Мілфорд        | Вейн Лоурі             |
| Філіп Брунс        | Гіл                    |
| Денні Бонадьюс     | Кутц                   |
| Альберт Інсінніа   | Річчі                  |
| Джейн А. Джонстон  | місіс Дентлі           |
| Стенлі Кемел       | шахрай у Лас-Вегасі    |
| Кліффорд А. Пеллоу | старий Джон            |
| Джейсон Ронард     | помічник Вейна         |
| Брайон Джеймс      | помічник Вейна         |
| Морган Аптон       | новий власник Ванесси  |
| Джонатан Террі     | Ван Найс поліцейський  |
| Ісаак Руїс         | Тіко                   |
| Дік Міллер         | містер Лаки            |
| Вільям Пірсон      | продавець              |
| Річард Альтман     | вчитель                |